# Dig!
Pour plus de détails, voir Fiche technique et Distribution.
Pour les articles homonymes, voir Dig.
Dig! est un film documentaire américain réalisé par Ondi Timoner et sorti en 2004.

## Synopsis
Le portrait croisé, filmé sur sept ans, de deux groupes de pop psychédélique aux destins divergents : The Dandy Warhols et The Brian Jonestown Massacre. Proches au début, les deux groupes deviennent peu à peu rivaux, les premiers obtiennent le succès et les seconds passent leur temps à saboter leur carrière. En revanche, si c'est le leader des Dandy Warhols qui se prête au jeu, comme narrateur en voix off, c'est plutôt le groupe d'Anton Newcombe, leader charismatique et cyclothymique du B.J.M, qui est valorisé dans le film, à la fois pour son incroyable productivité (en 1996 le groupe sort trois albums autoproduits) et pour ses frasques à répétition - violentes bagarres sur scènes, conflits d'ego à répétition, problèmes de drogue...

## Fiche technique
- Titre : Dig!
- Réalisation : Ondi Timoner
- Scénario : Ondi Timoner
- Photographie : Ondi Timoner, David Timoner, Vasco Nunes
- Montage : Ondi Timoner
- Musique : The Dandy Warhols et The Brian Jonestown Massacre
- Production : Jeff Frey, Vasco Nunes, Tim Rush, David Timoner, Ondi Timoner
- Société de production : Interloper Films
- Société de distribution : Palm Pictures (États-Unis), Celluloid Dreams (France)
- Pays d'origine : États-Unis
- Format : Couleurs - 35 mm - 1,85:1 - DTS
- Genre : Documentaire
- Durée : 107 minutes
- Dates de sortie : 
  - États-Unis : 1er octobre 2004
  - France : 13 avril 2005

## Distribution
- Anton Newcombe
- Courtney Taylor-Taylor
- Joel Gion
- Matt Hollywood
- Peter Holmstrom
- Zia McCabe
- Brent DeBoer
- Eric Hedford
- Dean Taylor
- The Dandy Warhols
- Kristen Kerr

## Distinctions
- Festival de Sundance 2004 : Grand prix du jury